# William Halse Rivers Rivers
William Halse Rivers Rivers FRCP, FRS, (Chatham, Kent, 12 de março de 1864 — Cambridge, 4 de junho de 1922) foi um antropólogo, neurologista, etnologista e psiquiatra inglês.

## Carreira
É conhecido por seu trabalho com transtorno de estresse pós-traumático de soldados durante a Primeira Guerra Mundial. Um de seus pacientes foi o poeta Siegfried Sassoon. Também é conhecido por sua participação na expedição Estreito de Torres de 1898, e seu consequente trabalho sobre o parentesco. Em 1924 publicou uma obra precursora na história da antropologia médica, "Medicine, magic and religion", que lhe coloca inquestionavelmente como um dos fundadores da antropologia médica.
Durante os primeiros anos do século 20, Rivers desenvolveu novas linhas de pesquisa psicológica. Ele foi o primeiro a usar um procedimento duplo-cego na investigação dos efeitos físicos e psicológicos do consumo de chá, café, álcool e drogas. Por um tempo, ele dirigiu centros de estudos psicológicos em duas faculdades e foi nomeado membro do St John's College, em Cambridge. Ele também participou da expedição às Ilhas do Estreito de Torres em 1898 e seu consequente trabalho seminal sobre o tema do parentesco.

## Publicações selecionadas
- "A Modification of Aristotle's Experiment" (Mind, New Series, Vol. 3, No. 12, Out. 1894, pp. 583–584)
- "Review of O. Külpe's 'Grundriss d. Psychologie auf experimenteller Grundlage dargestellt'" (Mind, New Series, 3, pp. 413–17)
- "Review of H. Maudsley's 'Pathology of Mind', and E. Kräpelin's 'Psychologische Arbeiten'" (Mind, New Series, 4, pp. 400–3)
- "On the apparent size of objects" (Mind, New Series, Vol. 5, No. 17, Jan. 1896, pp. 71–80)
- "The senses of primitive man" (Abstract in Science, New Series, 11, pp. 740–1, e trad. 'Über die Sinne d. primitiven Menschen'in Umschau, 25)
- "On the function of the maternal uncle in Torres Straits" (Man, Vol. 1, 1901, pp. 171–172)
- "The Todas". Map, illus., 22 cm. Londres
- "Review of Sex and Society by W. I. Thomas" (Man, Vol. 7, 1907, pp. 111–111)
- "A human experiment in nerve division" (com H. Head) (Brain, XXXI., pp. 323–450)
- The illusion of compared horizontal and vertical lines (with G.D. Hicks), and The influence of small doses of alcohol on the capacity for muscular work (with H.N. Webber) (Br. J. Psychol., II., pp. 252–5)
- "Medicine, Magic and Religion" (Fitzpatrick Lects. 1915) (originalmente publicado em etapas. Lancet XCIV., pp. 59–65, 117–23)
- "The Repression of War Experience" (Lancet, XCVI., pp. 513–33)
- "Psychiatry and the War" (Science, New Series, Vol. 49, No. 1268 (18 Abr. 1919), pp. 367–369)
- Conflict and Dream (edit. G. Elliot Smith). Londres, 1923.